# LEVEL OCTAVE
『LEVEL OCTAVE』（レベル・オクターブ）は2012年8月31日に発売されたI'veのインディーズアルバム。

## 概要
I've Girls Compilationシリーズ第8弾。価格は3,150円。品番はICD-66032。前作同様ソフトウェア取扱店での販売となった。

## 収録曲
1. U make 愛 dream／KOTOKO [5:02]
  - 作詞：KOTOKO／作曲：高瀬一矢、KOTOKO／編曲：高瀬一矢
2. Light colors／Lia [6:39]
  - 作詞：麻枝准／作曲：折戸伸治／編曲：高瀬一矢
3. Rolling Star☆彡／Larval Stage Planning [4:29]
  - 作詞：KOTOKO／作曲・編曲：井内舞子
4. 原罪のレクイエム -Album Mix-／KOTOKO [5:03]
  - 作詞：KOTOKO／作曲：C.G mix／編曲：C.G mix、尾崎武士
5. lead to the smile／朝見凛 [4:34]
  - 作詞：川田まみ／作曲・編曲：井内舞子
6. INITIATIVE／川田まみ [4:05]
  - 作詞：川田まみ／作曲・編曲：中沢伴行
7. 永遠 〜小さな光〜／詩月カオリ [5:30]
  - 作詞：詩月カオリ／作曲・編曲：井内舞子
8. Hold on me 〜恋の魔法〜／詩月カオリ [3:55]
  - 作詞：詩月カオリ／作曲・編曲：C.G mix
9. IN MY WORLD／桐島愛里 [3:11]
  - 作詞：川田まみ／作曲・編曲：尾崎武士
10. ☆虹色ロックンロール♪／詩月カオリ [3:56]
  - 作詞：詩月カオリ／作曲：中沢伴行／編曲：中沢伴行、尾崎武士
11. *bloom*／KOTOKO [4:29]
  - 作詞：KOTOKO／作曲・編曲：井内舞子
12. Presto／KOTOKO [4:28]
  - 作詞：KOTOKO／作曲・編曲：中沢伴行、尾崎武士
13. piece of my heart／舞崎なみ [5:22]
  - 作詞：川田まみ／作曲：中沢伴行／編曲：中沢伴行、一色由比
14. LEVEL OCTAVE／MAKO [5:24]
  - 作詞：MAKO／作曲・編曲：高瀬一矢

## タイアップ
| 曲名                         | タイアップ                                                                      |
| ---------------------------- | ------------------------------------------------------------------------------- |
| U make 愛 dream              | 3D生活空間サービス『ai sp@ce』テーマソング                                      |
| Light colors                 | PCゲーム『智代アフター 〜It's a Wonderful Life〜』オープニングテーマ            |
| Rolling Star☆彡              | PCゲーム『キサラギGOLD★STAR』オープニングテーマ                                 |
| 原罪のレクイエム -Album Mix- | PCゲーム『プリズム・アーク』オープニングテーマ (原曲)                           |
| lead to the smile            | PCゲーム『とらバ!』オープニングテーマ                                           |
| INITIATIVE                   | PCゲーム『恋と選挙とチョコレート』オープニングテーマ                            |
| 永遠 ～小さな光～            | PCゲーム『猫撫ディストーション』エンディングテーマ                              |
| Hold on me ～恋の魔法～      | PCゲーム『ラブライド・イヴ』オープニングテーマ                                  |
| IN MY WORLD                  | PCゲーム『猫撫ディストーション Exodus』オープニングテーマ                       |
| ☆虹色ロックンロール♪         | PCゲーム『つよきす 3学期』オープニングテーマ                                    |
| *bloom*                      | PCゲーム『もっと 姉、ちゃんとしようよっ! アフターストーリー』オープニングテーマ |
| Presto                       | PCゲーム『はつゆきさくら』オープニングテーマ                                    |
| piece of my heart            | PCゲーム『恋と選挙とチョコレート』挿入歌                                        |